# Mingshan Nongchang (bondby i Kina, Heilongjiang Sheng, lat 47,62, long 131,11)
Mingshan Nongchang (kinesiska: 名山农场) är en bondby i Kina. Den ligger i provinsen Heilongjiang, i den nordöstra delen av landet, omkring 400 kilometer nordost om provinshuvudstaden Harbin. Antalet invånare är 10 587. Befolkningen består av 5 054 kvinnor och 5 533 män. Barn under 15 år utgör 9,0 %, vuxna 15-64 år 77 %, och äldre över 65 år 13,0 %.
Runt Mingshan Nongchang är det ganska glesbefolkat, med 39 invånare per kvadratkilometer. Mingshan Nongchang är det största samhället i trakten. Trakten runt Mingshan Nongchang består till största delen av jordbruksmark.
Genomsnittlig årsnederbörd är 882 millimeter. Den regnigaste månaden är juli, med i genomsnitt 198 mm nederbörd, och den torraste är januari, med 8 mm nederbörd.